# Clifton Court Forebay
Clifton Court Forebay est un réservoir dans la région du delta de la rivière San Joaquin , à l'est du comté de Contra Costa, Californie, 27 km au sud-ouest de Stockton. La région de l'estuaire dans laquelle se trouve la retenue (forebay) n'est que de 1 à 3 m au-dessus du niveau moyen de la mer. C'est un projet du California Department of Water Resources.

## Histoire
Le plan d'eau a été créé en 1969 en inondant 890 ha dans le cadre du California State Water Project.
Il sert de point de prise de l'aqueduc de Californie pour le transport vers le sud de la Californie et alimente le canal Delta–Mendota (une partie du Central Valley Project) pour recharger les systèmes fluviaux de la vallée de San Joaquin.

## Contexte géologique
Si un tremblement de terre suffisamment important se produisait près ou à la Clifton Court Forebay, le système d'eau de Californie pour l'irrigation et l'utilisation municipale serait affecté négativement. Plusieurs tremblements de terre ont presque fermé la Forebay. Le tremblement de terre de 2014 au sud de Napa et le tremblement de terre de Loma Prieta en 1989 furent très proches d'arrêter le système d'admission Forebay.
Le Clifton Forebay est un système de zones humides qui a drainé les petites rivières voisines dans l'océan Pacifique. Ce n'est que récemment que ses fonctions de drainage de l'eau douce ont été transformées en une passerelle vers le stockage de l'eau.
La région de la vallée centrale à laquelle cette retenue s'interface remplit très progressivement la vallée centrale de sédiments. La région est peut-être en train de rebondir après les récents affrontements avec les glaciations qui ont affecté l'Amérique du Nord.

## Dans la culture populaire
Un documentaire sur le déclin de l'infrastructure des États-Unis, The Crumbling of America, été commandé par le réseau américain A&E à la fin des années 2000. Le documentaire est généralement diffusé sur la chaîne de télévision History aux États-Unis, bien que d'autres diffuseurs éducatifs dans le monde l'aient montré. Il présente le Clifton Court Forebay comme un «élément stratégique de l'infrastructure californienne d'eau douce» sujet à un arrêt pouvant aller jusqu'à deux ans en cas de tremblement de terre de magnitude 7,5 ou plus.

## Voir également
- Liste des barrages et réservoirs en Californie
- Liste de lacs en Californie

## Sites connexes
- Reservoir map
- History of the California Aqueduct system